# Kanton Le Vigan
Kanton Le Vigan is een kanton van het Franse departement Gard. Het kanton maakt deel uit van het arrondissement Le Vigan.

## Gemeenten
Het kanton Le Vigan omvatte tot 2014 de volgende 13 gemeenten:
- Arphy
- Arre
- Aulas
- Avèze
- Bez-et-Esparon
- Bréau-et-Salagosse
- Le Vigan (hoofdplaats)
- Mandagout
- Mars
- Molières-Cavaillac
- Montdardier
- Pommiers
- Rogues

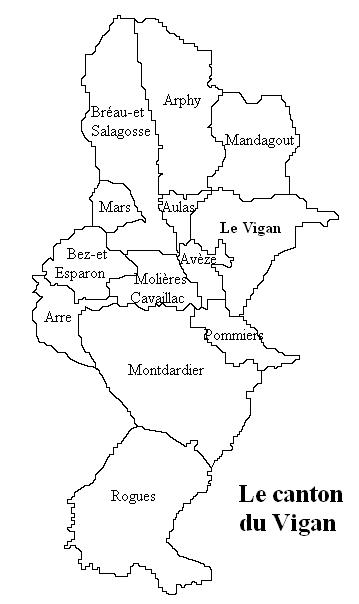
Ligging van gemeenten in het kanton tot 2014

Na de herindeling van de kantons, door toepassing van het decreet van 24 februari 2014, met uitwerking op 22 maart 2015, omvatte het kanton 46 gemeenten.
Op 1 januari 2019 werden :
- de gemeenten Notre-Dame-de-la-Rouvière en Valleraugue samengevoegd tot de fusiegemeente (commune nouvelle) Val-d'Aigoual.
- de gemeenten Bréau-et-Salagosse en Mars samengevoegd tot de fusiegemeente (commune nouvelle) Bréau-Mars.

Sindsdien omvat het kanton volgende gemeenten : 
- Alzon
- Arphy
- Arre
- Arrigas
- Aulas
- Aumessas
- Avèze
- Bez-et-Esparon
- Blandas
- Bréau-Mars
- La Cadière-et-Cambo
- Campestre-et-Luc
- Causse-Bégon
- Conqueyrac
- Dourbies
- L'Estréchure
- Lanuéjols
- Lasalle
- Mandagout
- Molières-Cavaillac
- Montdardier
- Peyrolles
- Les Plantiers
- Pommiers
- Pompignan
- Revens
- Rogues
- Roquedur
- Saint-André-de-Majencoules
- Saint-André-de-Valborgne
- Saint-Bresson
- Saint-Hippolyte-du-Fort
- Saint-Julien-de-la-Nef
- Saint-Laurent-le-Minier
- Saint-Martial
- Saint-Roman-de-Codières
- Saint-Sauveur-Camprieu
- Saumane
- Soudorgues
- Sumène
- Trèves
- Val-d'Aigoual
- Le Vigan
- Vissec